# سلاتینا (ناحیه زنویمو)
سلاتینا (به چکی: Slatina) یک منطقهٔ مسکونی در جمهوری چک است که در ناحیه زنویمو واقع شده‌است. سلاتینا ۸٫۰۴ کیلومتر مربع مساحت و ۲۵۷ نفر جمعیت دارد و ۳۷۰ متر بالاتر از سطح دریا واقع شده‌است.